# Oxypetalum lividum
Oxypetalum lividum är en oleanderväxtart som beskrevs av Farinaccio. Oxypetalum lividum ingår i släktet Oxypetalum och familjen oleanderväxter. Inga underarter finns listade i Catalogue of Life.